# Qixin Zhong
Qixin Zhong (Jiangxi, 1989) è un arrampicatore cinese.
Pratica le competizioni di velocità, specialità nella quale ha vinto quattro titoli mondiali consecutivi e ha stabilito più volte il record mondiale sul muro omologato dei 15 metri.

## Biografia
Ha iniziato a partecipare alle competizioni internazionali di velocità a sedici anni nel 2006. L'anno successivo alla sua solo quarta gara internazionale è già vincitore del Campionato del mondo di arrampicata 2007, titolo che vincerà per altre tre edizioni consecutive nel 2009, 2011, e 2012.
Durante le competizioni ha abbassato più volte il record mondiale sul muro omologato dei 15 metri:
- 6"26 - Campionato del mondo di arrampicata 2011 - Arco (ITA) - 23 luglio 2011[4]
- 6"40 - Coppa del mondo di arrampicata 2010 - Huaiji (CHN) - 29 ottobre 2010[6]
- 6"47 - Rock Master 2010 - Arco (ITA) - 16 luglio 2010[7]
- 6"64 - Campionato del mondo di arrampicata 2009 - Qinghai (CHN) - 30 giugno 2009
- 7"22 - Coppa del mondo di arrampicata 2009 - Trento (ITA) - 25 aprile 2009[8]
- 7"35 - Coppa del mondo di arrampicata 2008 - Qinghai (CHN) - 28 giugno 2008[9]

## Palmarès

### Coppa del mondo
|       | 2006 | 2007 | 2008 | 2009 | 2010 | 2011 | 2012 | 2013 | 2014 |
| ----- | ---- | ---- | ---- | ---- | ---- | ---- | ---- | ---- | ---- |
| Speed | 53   | 24   | 3    | 16   | 5    | 8    | 13   | 3    | 4    |

### Campionato del mondo
|       | 2007 | 2009 | 2011 | 2012 | 2014 |
| ----- | ---- | ---- | ---- | ---- | ---- |
| Speed | 1    | 1    | 1    | 1    | 12   |